# Birmania en los Juegos Olímpicos de Múnich 1972
Birmania estuvo representada en los Juegos Olímpicos de Múnich 1972 por un total de 18 deportistas masculinos que compitieron en 4 deportes.
El portador de la bandera en la ceremonia de apertura fue el futbolista Win Maung. El equipo olímpico no obtuvo ninguna medalla en estos Juegos.